# جيك هيغز
جيك هيغز هو لاعب كرلنغ كندي، ولد في 20 ديسمبر 1975.

## وصلات خارجية
- جيك هيغز على موقع الاتحاد الدولي للكرلنغ (الإنجليزية)